# Гащи
Га̀щи са долно мъжко или дамско бельо, или част от бански костюм, което покрива долните интимни части на тялото. Разговорно понякога гащи се ползва за всякаква дреха от кръста надолу, която е с крачоли. Пример: „Не с новите дънки, обуй си работните гащи“
Га̀щи (или къси гащи) могат да бъдат и мъжки или дамски панталони.
Гащѐта е долната част на спортен екип, когато е с дължина до и над коляното.

## Видове гащи като бельо
- слип, в т.ч. плувки, долната част на бикините,
- прашки, дамските пликчета
- боксерки
- моделиращи гащета
- кюлоти

## Фразеология
Гащите се срещат в някои изрази:
- „Те са дупе и гащи“ или „Бъркат си в гащите“ – в смисъл, много са близки
- „Кой ми сра в гащите?“ – това е ироничен въпрос се задава от името на събеседник, които не иска да признае своя грешка, а се опитва да я прехвърли другиму
- „Като бълха в гащи“, вариант – „като пръдня в гащи“
- „Таралеж в гащите“
- „Измъкваш се като пръдня из гащи“